# Kenneth Brown
Pour les articles homonymes, voir Brown.
Kenneth Brown, né le 9 août 1837 dans l'Oxfordshire et mort le 10 juin 1876 à la prison de Perth, est un explorateur et éleveur d'Australie-Occidentale.
Il est pendu en 1876 pour le meurtre de sa seconde épouse, Mary Ann Brown (née Tindall).

## Biographie
Kenneth Brown nait dans l'Oxfordshire, en Angleterre, en 1837. Il est le fils aîné de Thomas Brown et d'Eliza Brown et le frère de Maitland Brown (en). En 1840, la famille Brown émigre en Australie-Occidentale où elle arrive en mars 1841. Ils s'établissent d'abord à York. En 1850, la famille acquiert des terres dans la région de Champion Bay (en), où ils fondent Glengarry. Cependant, l'année suivante, le père est nommé magistrat à Fremantle, et toute la famille s'y installe, à l'exception de Kenneth Brown, qui demeure pour gérer Glengarry.
Dans les années 1850, Brown passe la majeure partie de son temps à Glengarry. Il y est souvent le seul membre de la famille et finit par en assurer la gestion. Bien qu'il s'agisse avant tout d'une station ovine, les Brown développent une passion et une activité pour l'élevage des chevaux. Au fil du temps, Glengarry devient l'un des élevages de chevaux de course les plus prospères de la colonie, tant pour les pur-sangs que pour les montures de cavalerie remorquées, vendues en Inde.
Brown entreprend plusieurs expéditions d'exploration entre 1852 et 1863. En 1852, il explore la région située derrière Glengarry avec le major Logue (en). Deux ans plus tard, il participe à l'expédition de Robert Austin (1854). Lors de cette expédition, il tue et collecte le spécimen type de perruche nocturne australienne (Pezoporus occidentalis) sur des chaînes de montagnes isolées au nord-ouest du mont Magnet, près du mont Farmer. En 1859, il explore les hauteurs du fleuve Murchison avec William Dalgety Moore (en) à la recherche de nouvelles terres. En juin 1862, il visite à nouveau la Murchison, cette fois avec Thomas Burges.
En 1863, il participe à une expédition sur la rivière Glenelg. Parmi les explorateurs figurent également le naturaliste James Martin, son frère Aubrey, Samuel Hamersley (en) et Barnard Drummond Clarkson. L'expédition est financée par un groupe de pasteurs, dont Brown et son frère Hamersley, ainsi que Lockier Burges père. L'année suivante, Brown et d'autres personnes associées à l'expédition poursuivent Burges et d'autres personnes, réclamant de l'argent qu'ils estiment leur être dû. L'affaire est finalement réglée à l'amiable.
En juin 1863, alors qu'il est en expédition sur la Glenelg, le père de Brown meurt. Les frères forment alors une société de gestion de Glengarry : MM. K, A et M. Brown. Au cours de la décennie suivante, la région de Champion Bay souffre gravement de la sécheresse, de la rouille du blé et de la gale du mouton. En 1871, Glengarry est lourdement hypothéquée et accuse des pertes.
En 1872, Brown se retire de l'association, reçoit environ 7 500 £ et quitte la colonie. Il s'installe à Melbourne pour poursuivre ses activités hippiques. Il est le premier Australien-Occidental à participer à la Melbourne Cup, mais son meilleur cheval de l'époque, Victorian, termine cinquième.

### Mariages
En 1859, Brown épouse Mary Eliza Dircksey Wittenoom. Ils auront quatre enfants (Blanche, Edith, Forrest et Clarence). Mary meurt en 1868 lors d'un accouchement.
À Melbourne, il épouse Mary Ann Tindall (née en 1849). Ils s'installent en Nouvelle-Zélande et exploitent pendant quelque temps le Courthouse Hotel à Thames (près d'Auckland). Entre 1874 et 1875, ils ont deux enfants, Rose et Amy. À Thames, Brown manifeste divers comportements antisociaux, notamment deux comparutions devant un tribunal pour agression d'un commerçant local et menaces de mort contre sa femme. La famille retourne en Australie-Occidentale en septembre 1875, alors que leur mariage bat de l'aile, et de nombreuses autres références les accusent de disputes constantes et ouvertes. Sur le chemin du retour de Melbourne à Fremantle, le couple a une altercation physique dont John Forrest est témoin. Le couple et leurs enfants arrivent à Champion Bay en octobre 1875. Durant cette période, Brown continue de manifester une série de comportements antisociaux et, le lundi 3 janvier 1876, alors qu'ils emballent leur maison pour déménager dans un autre logement, il tue sa femme par balle.

### Procès et exécution
Lors du procès, il choisit de ne fournir aucune explication ni excuse pour ses actes et son équipe juridique monte une défense fondée sur la responsabilité atténuée. L'accusation réussit à prouver l'accusation lors du troisième procès (les deux premiers se soldant par des jurys sans majorité). Brown est reconnu coupable de meurtre volontaire et condamné à mort par le juge en chef Archibald Burt (en). Il est pendu le 10 juin 1876 à la prison de Perth. Le procès-verbal d'enquête proclamé par le magistrat de police E. Landor indique que Brown est mort par pendaison.